# Periquito-do-paraíso
O periquito-do-paraíso (Psephotus pulcherrimus) foi uma ave colorida, de tamanho médio, nativa de zonas de bosque da zona fronteiriça entre Queensland e Nova Gales do Sul. Chegou a ser moderadamente comum, na sua restrita área de distribuição. O último espécimen vivo foi observado no ano de 1927. Pesquisas extensivas e sustentadas em anos seguintes, falharam em providenciar evidências fiáveis da sua existência e como tal, foi considerada como extinta.
Estas aves viviam em pares ou em pequenos grupos familiares, fazendo os seus ninhos em ninhos de térmitas vazios e em locais semelhantes, muitas vezes ao nível do solo ou muito próximo deste. Alimentava-se, tanto quanto se sabe, de sementes de gramíneas.
A sua plumagem era muito colorida, mesmo para os padrões de um psitacídeo: uma mistura de turquesa, ciano, escarlate, preto e castanho, com uma cauda de dimensão similar ao do resto do corpo.
As razões para o seu declínio permanecem incertas. Possibilidades incluem a sobrepastorícia, desflorestação, regimes de fogo alterados, caça por parte de coleccionadores de aves, predação por mamíferos introduzidos, como o gato selvagem. Tornou raro a partir do fim do século XIX e pensou-se que estivesse extinto em 1915. Uma série de pesquisas conseguiu localizar vários indivíduos durante a década seguinte. O último registo visual foi em 14 de Setembro de 1927.